# المنطقة الشمالية (الكاميرون)

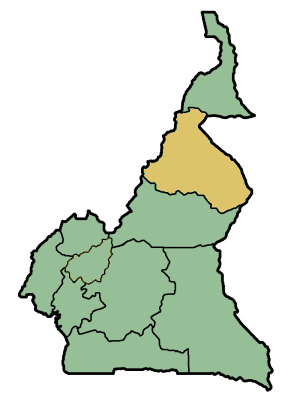
موقع المنطقة الشمالية داخل الكاميرون

المنطقة الشمالية (المحافظة الشمالية حتى عام 2008) (بالفرنسية:  Région du Nord)‏، تُشكّل 66,090 كم² من مساحة النصف الشمالي من جمهورية الكاميرون. تشمل الأراضي المجاورة لمنطقة أقصى الشمال إلى الشمال، ومنطقة أداماوا إلى الجنوب، ونيجيريا إلى الغرب، وتشاد إلى الشرق، وجمهورية أفريقيا الوسطى إلى الجنوب الشرقي. مدينة غاروا هي العاصمة السياسية والصناعية.